# Quỳnh Mỹ, Quỳnh Phụ
Quỳnh Mỹ là một xã thuộc huyện Quỳnh Phụ, tỉnh Thái Bình, Việt Nam.
Xã có diện tích 4,18 km², dân số năm 1999 là 5310 người, mật độ dân số đạt 1270 người/km².